# Termoclastismo
Viene chiamato termoclastismo l'azione di frantumazione delle rocce  causata dalle ripetute dilatazioni e contrazioni che la porzione superficiale di una roccia subisce durante il riscaldamento e il raffreddamento; il fenomeno del termoclastismo è tipico delle zone desertiche e di alta montagna caratterizzate da una elevata escursione termica diurna.
Il Sole riscaldando di giorno lo strato esterno della roccia lo espande, mentre la parte interna della roccia rimane inalterata, il raffreddamento notturno provoca la contrazione della roccia, questi cicli di espansione-contrazione causano microfratture, che con il tempo, diventano più espanse fino a facilitare una veloce erosione delle rocce esposte.